# A-33 (Spanje)
De A-33 of Autovía del Altiplano (Valenciaans: Autovia de l'Altiplà ) is een autovía in Valencia, Murcia en Castilië-La Mancha. De snelweg verbindt de A-30, A-31 en A-35 met elkaar over een afstand van 91,9 kilometer. Het laatste deel van de A-33 (tussen Yecla en Caudete) werd eind 2023 geopend voor het verkeer..